# Cristóbal Vaca de Castro
Cristóbal Vaca de Castro (Izagre, actual provincia de León, ca. 1492 - Valladolid, 1566) fue un licenciado en leyes y magistrado español que fue enviado al Perú para resolver las diferencias entre pizarristas y almagristas. Al arribar al Perú, tuvo que encargarse de reprimir la rebelión de Diego de Almagro el Mozo y ejercer el gobierno, entre los años 1542 y 1544.

## Primeros años
Cristóbal Vaca de Castro había nacido hacia 1492 en la localidad de Izagre, villa vecina a Mayorga, del entonces Reino de León que formaba parte de la Corona de Castilla, siendo hijo de Garci Diez de Castro, señor de Izagre, Sieteiglesias y Santa María del Otero, y de Guiomar Cabeza de Vaca (n. Izagre, ca. 1472). Sus padres tenían su residencia habitual en Mayorga.
Poco se conoce de su niñez y adolescencia, solamente que estudió Derecho en la Universidad de Valladolid y se graduó de Licenciado. Muy joven entró como criado al servicio de García de Loaysa, quien llegó a ser Presidente del Consejo de Indias y Arzobispo de Sevilla, y bajo cuya sombra ascendió.
En 1537 fue nombrado oidor de la Real Audiencia y Chancillería de Valladolid. Fue señor de Siete Iglesias y de los lugares de Izagre y de Santa María del Otero. Contrajo matrimonio con María de Quiñones, con quien tuvo ocho hijos.

## Camino de Perú
A petición de Loaysa, el emperador Carlos V se fijó en Vaca de Castro para enviarlo como juez pesquisidor al Perú, con el fin de investigar las causas de la guerra civil que se vivía en esos territorios desde varios años atrás por la muerte de Diego de Almagro y otros muchos desórdenes entre los conquistadores, como la contienda entre Sebastián de Benalcázar y Pascual de Andagoya en la Nueva Granada.
Se le concedió también facultades para reemplazar al marqués-gobernador Francisco Pizarro, en caso de su fallecimiento o cualquier otro accidente; así también, se le encargó la visita de las fortalezas de la isla de La Española y de San Juan, y la reforma de la Audiencia de Panamá, asumiendo su presidencia (real provisión del 9 de setiembre de 1540). 
Para darle mayor categoría, el emperador le invistió con el hábito de la Orden de Santiago y lo incorporó al Real y Supremo Consejo de Castilla.
Zarpó de San Lúcar de Barrameda el 5 de noviembre de 1540, con una escuadra de 17 navíos, y tras penosísima travesía perturbada por tormentas, que le impidieron tocar San Juan, arribó a Santo Domingo el 30 de diciembre del mismo año. En enero del siguiente pasó a Nombre de Dios y el 24 de febrero llegó a Panamá, cuya Audiencia organizó conforme a la de Valladolid.
El 19 de marzo de 1541 zarpó hacia el Perú pero, al encontrarse con un fuerte temporal, se vio obligado a recalar en Buenaventura. Prosiguió por tierra hasta Cali, adonde llegó fatigadísimo y enfermo. No obstante, se dirigió a Popayán donde medió en la disputa entre Sebastián de Belalcázar y Pascual de Andagoya.
Durante sus expediciones a América estuvo en numerosas ciudades del Perú como Cajamarca y de Ecuador como Cuenca, Zamora y Loja.

## Derrota de Almagro el Mozo

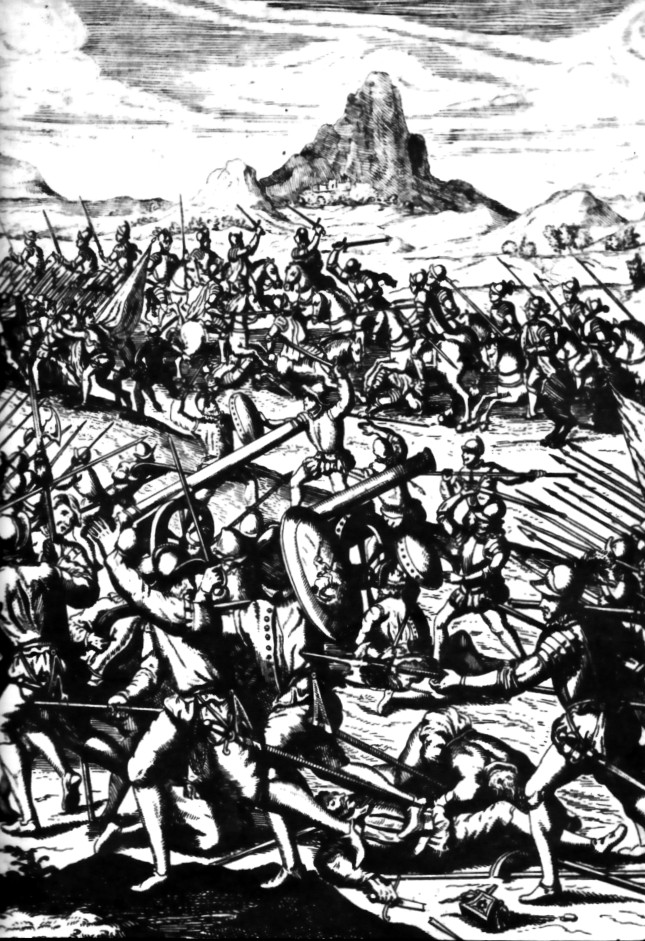
Batalla de Chupas

En Popayán tuvo conocimiento del asesinato de Francisco Pizarro y de la elección de Diego de Almagro el Mozo como gobernador en junio de 1541. Prosiguió el camino al Perú y se detuvo en Quito. Pasó luego a Portoviejo, Piura, Trujillo, Huaylas y Huaura, donde se unió con las fuerzas del mariscal Alonso de Alvarado y del capitán Pedro Álvarez Holguín.
El 7 de agosto de 1542, entró solemnemente a Lima, donde continuó los preparativos para salir a dar batalla a los almagristas, que se habían replegado a la sierra. Luego se trasladó a Jauja, donde quedaron concentrados todos los soldados leales al Rey, que sumaban unos 700 hombres. Ante todos ellos Vaca de Castro se proclamó gobernador del Perú y capitán general del Ejército Realista.
Enseguida marchó al sur, hacia Huamanga, para evitar que esta población cayera bajo el dominio de Diego de Almagro El Mozo, quien venía desde el Cuzco con una fuerza de 500 soldados acompañados con una poderosa artillería. Tras un intercambio de cartas con el caudillo rebelde, que para fortuna de Vaca de Castro no condujo a nada, se situó para esperarlo en el llano de Chupas, hacia el sur de Huamanga. Allí lo venció en cruenta batalla (16 de septiembre de 1542).
Prosiguió hacia Cuzco en persecución del joven caudillo. Apresado Almagro El Mozo, el gobernador procedió a instaurarle proceso sumario y dispuso que fuera degollado.
Tras vencer a los almagristas, Vaca de Castro dictó varias providencias para premiar la lealtad de los victoriosos y dejar organizado el gobierno de la Ciudad Imperial.

## Gobernador del Perú

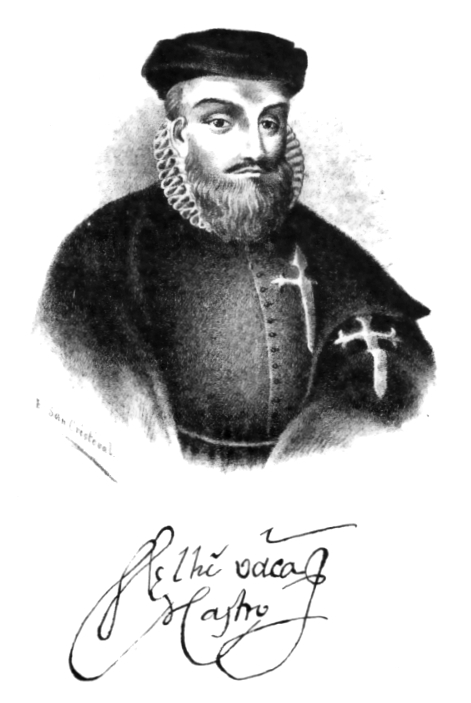
Vaca de Castro y su firma, grabado de Evaristo San Cristóval, 1891.

Comenzó su gobierno intentando aplicar las instrucciones recibidas: delimitación de las diócesis de Lima y Quito, expulsión de los clérigos licenciosos, expansión misional, etc. En 1543 envió a Diego de Rojas con 200 hombres al Río de la Plata, y como resultado de esta expedición se descubrió Tucumán.
Más difícil resulta su labor en el asunto de las encomiendas, pues había recibido encargo de revisar los repartimientos efectuados por Francisco Pizarro y de obligar a los encomenderos a cumplir las ordenanzas de contraer legítimo matrimonio, no trasladar indios de una a otra provincia, suprimir impuestos abusivos, no obligar a los indios a trabajar en las minas, etc. Todo ello, unido a la divulgación en el Perú del contenido de las Leyes Nuevas de 1542, que ponían prácticamente fin a las encomiendas, le ocasionaron dificultades con los encomenderos, que empezaron a revolverse. La Corona resolvió entonces enviar un Virrey al Perú, con el encargo de hacer cumplir las ordenanzas.
Finalmente, tras poner fin a los trabajos de pacificación y orden, Vaca de Castro se dedicó a realizar labores de desarrollo, como el mejoramiento de las vías de comunicación, reglamentación del abastecimiento de los tambos y fiscalización del trabajo en las minas lo que trajo mucha más estabilidad a los territorios recién pacificados.
En septiembre de 1543 volvió a Lima para esperar al virrey del Perú Blasco Núñez Vela, a quien hizo cesión del mando el 15 de mayo de 1544. Alertado sobre una presunta conspiración de Vaca de Castro en su contra, el virrey lo tomó prisionero y lo confinó en la Casa Real, imponiéndole una fianza de 100.000 castellanos; pero temeroso de la reacción de sus partidarios, dispuso que se le trasladase a un barquichuelo anclado en la rada del Callao; y allí se encontraba cuando la rebelión de Gonzalo Pizarro se extendió a Lima. Vaca de Castro convenció a la tripulación en su favor y tomó rumbo a Panamá, de donde retornó a la península.

## De regreso a España
Llegó a Valladolid el 23 de junio de 1545, y por acuerdo del Consejo de Indias fue apresado y sometido a juicio bajo la acusación de enriquecimiento ilícito. Resultó perjudicado por los informes remitidos por Blasco Núñez Vela y por una carta enviada a su mujer, con los tesoros y el dinero acumulados durante su gestión, en la que le recomendaba ocultar todo "porque mientras menos vieren el rey y sus privados más mercedes me harán".
Diez años permaneció recluido; pero a la postre logró su plena absolución. El rey Felipe II le concedió una plaza en el Consejo de Castilla el 8 de octubre de 1556 y ordenó el pago de las cantidades que se le debían desde el 20 de mayo de 1545.
Al retirarse en 1562 de la función pública, buscó un refugio en el Convento de San Agustín. Falleció pocos años después.
| Predecesor: Diego de Almagro el Mozo gobernador de facto del Perú | 1.º Gobernador interino del Perú 1542 - 1544 | Sucesor: Blasco Núñez Vela 1.º virrey del Perú |
| Predecesor: Gonzalo Pizarro                                       | 2.º Gobernador de Quito 1542 - 1544          | Sucesor: Pedro de Puelles                      |